# Ойрато-могольские войны

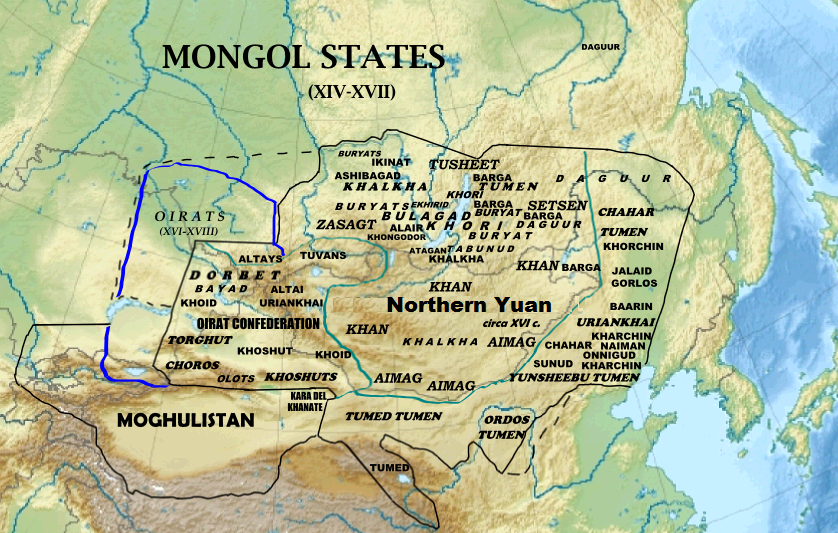
Монгольские государства в XIV-XVIII веках

Ойрато-могольские войны — серия войн между Моголистаном (а позже Могулией) и ойратами за гегемонию в восточной части Средней Азии в XV—XVII веках. В результате этих войн ойраты полностью подчинили себе Моголистан к началу XVIII века, а Джунгарское ханство расширило свою территорию на Восточный Туркестан.

## История
Источником войн стало стремление ойратов выйти на рынки Бухары и Ферганы. Этому препятствовал Моголистан, который находился на торговом пути в Среднюю Азию.

Одним из важных исторических документов о первых сражениях между ханами Моголистана и ойратами является сочинение летописца Мирзы Мухаммада Хайдара «Тарихи Рашиди» (Рашидова история), которое содержит описание первых военных конфликтов между ними в первой четверти XV века. По свидетельству Мухаммада Хайдара Дуглата:
«Вайс-хан шестьдесят один раз выступал против калмаков и только один раз не проиграл битвы».
 Он упоминает три сражения Вайс-хана с ойратами, которые произошли в 20-х годах XV века. Вайс-хан дважды попадал в плен около Мингбулака во время его первых военных стычек с ойратами. Следующая битва произошла около реки Или в окрестностях Биш-Каба. Во время этого сражения войска Вайс-хана потерпели поражение от ойратов. Во время третьей битвы с войском Эсэн-тайши Вайс-хан попал снова в плен. Одним из условий освобождения из плена стало, по словам автора «Тарихи Рашиди», выдача замуж за Эсэн-тайши сестры Вайс-хана.
В середине XV века ойраты вступили в союз с восточными монголами, после чего в 1450 году вторглись в Моголистан и дошли до Сырдарьи. Как пишет автор «Тарихи Рашиди» войско численностью в триста тысяч человек во главе с Амасанджи-тайши вытеснило моголов в Туркестан.
На рубеже XV—XVI веках с ойратами воевал Султан-Ахмад-хан, которому удалось несколько раз одержать победу над ойратами. В начале XVI века ойраты окончательно оттеснили моголов из Тянь-Шаня. С конца XV века моголы после нашествий казахов владели только лишь Восточным Туркестаном с центром в Яркенде.
Правитель Моголистана Абдаллах-хан успешно сдерживал в середине XVII века набеги ойратов во главе с нойнами Сумэром, Цэрэном и Конджиной. В это же время в Моголистане разразилась междоусобная борьба за трон между Абдаллах-ханом и его братьями Ибрахим-султаном, Исмаил-султаном и Хасан-беком, которые, бежав, нашли защиту у ойратского нойона Элдэн-тайджи. Вступив c ним в военный союз они совместно с Элдэн-тайджи выступили против Абдаллах-хана. На перевале Бугач совершилось сражение между войсками Абдаллах-хана с одной стороны и ойратами во главе с Цэрэном и Элдэн-тайджи с другой стороны, которых поддерживали отряды братьев Абдаллах-хана. Эту битву Абдаллах-хан проиграл.
В 1664 году состоялось очередное крупное сражение между Абдаллах-ханом и пятитысячным отрядом ойратов, которых возглавлял Сенге. Перед этим сражением Абдаллах-хан поссорился со своим сыном, наместником Кашгара Юлбарсом, который в 1665 году бежал к ойратам, после чего неоднократно совершал набеги на Кашгар, где правил его брат Нур-ад-Дин. Абдаллах-хан после смерти Нур-ад-Дина в 1667 году с помощью киргизских отрядов несколько раз совершал неудачные походы на ойратские земли. В это же время в Моголистане произошла борьба за трон, во время которой Абдаллах-хан отрёкся от престола и бежал в 1668 году в Индию, где был принят под покровительство падишаха Аурангзеба.
После бегства Абдаллах-хана вопрос о наследниках Моголистана уже решали ойратские нойоны, среди которых выделялись две противоборствующих партии. Первая группа под водительством нойнов Сенге и Очирту-хана выступала за Юлбарса, который находился в Кашгаре. Вторая партия поддерживала Исмаил-хана, скрывавшегося в Аксу. В этом споре верх взял Исмаил-хан, который правил Моголистаном в течение десяти лет с 1669 по 1679 год.
Исмаил-хан был свергнут с трона правителем Джунгарии ханом Галдан-Бошогту, который в 1679 году взял Яркенд. С этого времени ойраты начали постепенно наращивать свою влияние в Моголистане, а окончательное подчинение этой страны произошло после смерти Акбаш-хана в 1703 году.